# Discovery (Daft Punk)
Discovery is een album uit 2001 van het Franse houseduo Daft Punk. Het was het tweede studioalbum van het duo, en leidde tot het uitbrengen van zes singles. Er zijn veel samples gebruikt voor het album, wat een kenmerk is van "French house"-muziek. Het album diende als soundtrack voor de anime-film Interstella 5555: The 5tory of the 5ecret 5tar 5ystem. De videoclips voor de singles zijn afkomstig uit deze film. Discovery kreeg vooral goede recensies. In 2003 kwam het officiële remix-album genaamd Daft Club uit. Het album bevat samenwerkingen met Romanthony, Todd Edwards en DJ Sneak.